# رایشنباخ ام هویبرگ
رایشنباخ ام هویبرگ (به آلمانی: Reichenbach am Heuberg) یک شهر در آلمان است که در تاتلینگن واقع شده‌است. این شهر ۵۴۴ نفر جمعیت دارد.